# Pendrell Corporation
Pendrell Corporation (NASDAQ:PCO) é uma empresa que presta serviços de consultoria e gestão de ativos. A empresa desenvolve e implementa estratégias para adquirir, comercializar e gerenciar licença IP. A empresa, anteriormente denominada de ICO Global Communications, é baseada em Kirkland, Washington.
Em junho de 2011, a Pendrell adquiriu o Ovidian Group, uma empresa de propriedade intelectual estratégica de serviços de consultoria líder no mundo inteiro. Em outubro de 2011, a Pendrell adquiriu a ContentGuard, uma desenvolvedora líder de tecnologias de gerenciamento de direitos digitais com mais de 260 patentes. Mais de 50 por cento dos fabricantes de celulares do mundo têm acordos de licenciamento com a ContentGuard.

## História
Fundada em janeiro de 1995, a ICO Global Communications, planejava construir uma frota de satélites de órbita terrestre média, e havia encomendado a Boeing Satellite Systems (então Hughes) 12 satélites em julho daquele ano - dez satélites operacional e dois para reposição em órbita. A ICO entrou com pedido de bancarrota do capítulo 11 de proteção em agosto de 1999, mas surgiu (como New ICO), em maio de 2000, após investimentos da Craig McCaw e de outras empresas. A ICO buscou planos de construir e lançar um satélite geoestacionário para cobrir a América do Norte, completado por um centro auxiliar terrestre. O ICO G1 foi lançado em 14 de abril de 2008, e a aplicação da ICO para um centro auxiliar terrestre foi aprovado pela Comissão Federal de Comunicações dos Estados Unidos, em janeiro de 2009.
Em junho de 2011 a ICO Global Communications foi renomeado para Pendrell Corporation (NASDAQ: PCO).

## Satélites lançados
| Satélite | Fabricante          | Data do lançamento  | Veículo de lançamento | Estado  | Nota                                                            |
| -------- | ------------------- | ------------------- | --------------------- | ------- | --------------------------------------------------------------- |
| ICO F1   | Hughes/Boeing       | 12 de março de 2000 | Zenit-3SL             | Inativo | O satélite foi perdido devido a uma falha durante o lançamento. |
| ICO F2   | Hughes/Boeing       | 19 de junho de 2001 | Atlas-2AS             | Inativo |                                                                 |
| ICO G1   | Space Systems/Loral | 14 de abril de 2008 | Atlas V               | Ativo   | Posteriormente renomeado para DBSD G1. Atual EchoStar G1        |